# William Bradford (1729–1808)

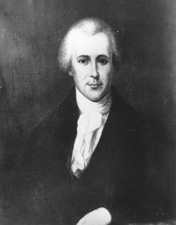
William Bradford

William Bradford, född 4 november 1729 i Plympton, Massachusetts, död 6 juli 1808 i Bristol, Rhode Island, var en amerikansk politiker (federalist). Han representerade delstaten Rhode Island i USA:s senat 1793-1797. Han var tillförordnad talman i senaten (president pro tempore of the United States Senate) från juli till oktober 1797.
Bradford studerade medicin i Massachusetts och inledde sin karriär som läkare i Warren, Rhode Island. Han flyttade sedan till Bristol, studerade juridik och inledde 1767 sin karriär som advokat.
Bradford efterträdde 1793 Joseph Stanton som senator för Rhode Island. Han avgick 1797 och efterträddes av Ray Greene.